# مقاطعة بيورو (إلينوي)
مقاطعة بيورو (بالإنجليزية: Bureau County)‏ هي إحدى المقاطعات في ولاية إلينوي في الولايات المتحدة الأمريكية.

## أعلام
- فرد إم. هاتش
- تشارلز دبليو. بروكس